# Щербаков, Евгений Николаевич
Евге́ний Никола́евич Щербако́в (18 февраля 1986, Минусинск, СССР) — российский футболист, полузащитник.

## Биография
Родом из Минусинска Красноярского края. В составе юношеских команд Минусинска, Красноярска и Абакана выезжал на различные турниры в Барнаул до тех пор, пока его не пригласили в школу[какую?].

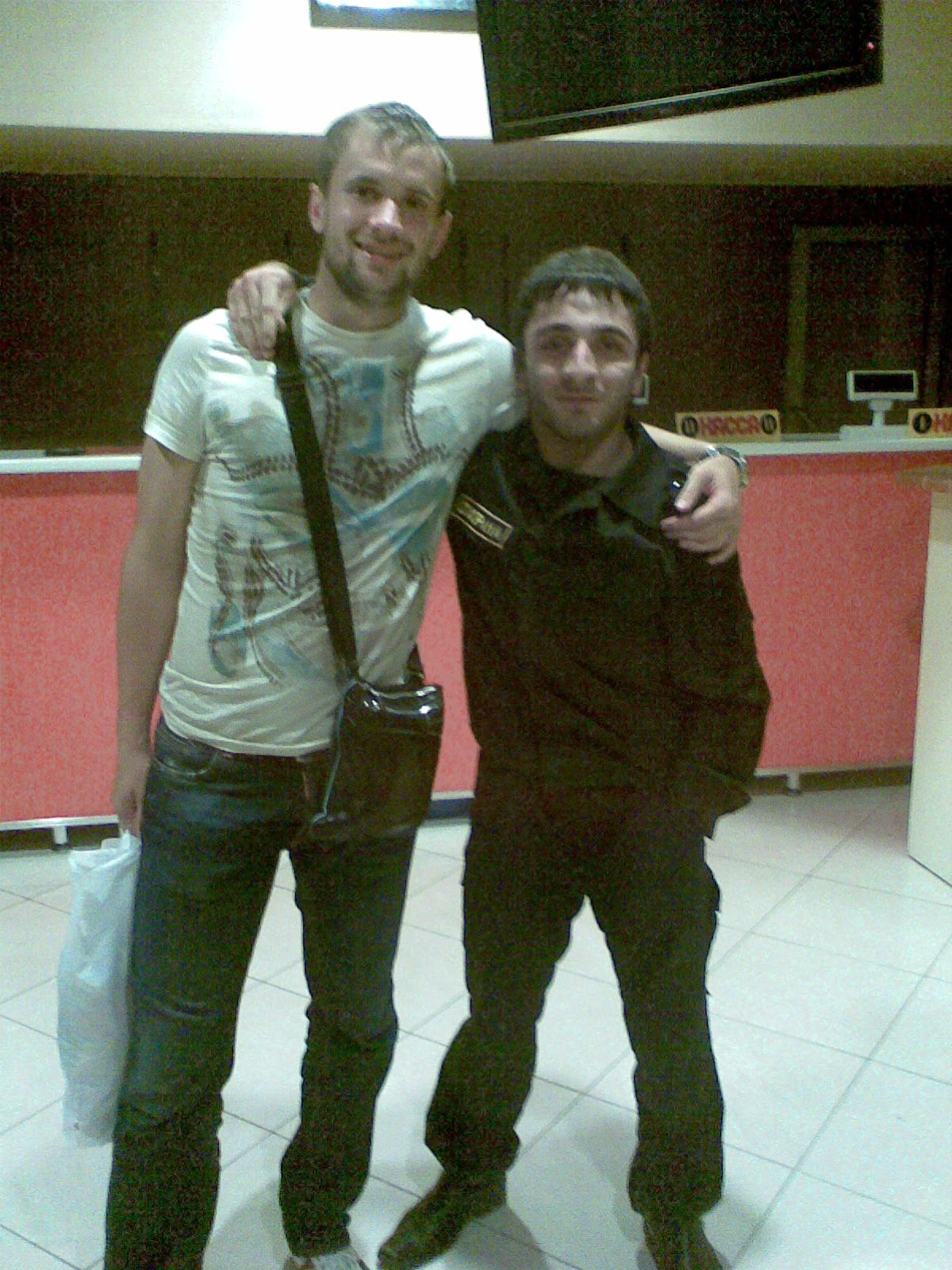
Щербаков в 2009 году

4 мая 2004 года в восемнадцатилетнем возрасте дебютировал в составе барнаульского «Динамо» в матче против «Сибиряка» из Братска, которая состоялась в рамках первенства России во втором дивизионе (3:1). В «Динамо» Щербаков был капитаном, отыграл два сезона, принял участие в 53 матчах, в которых забил 8 голов.
В 2006 году перешёл в пермский «Амкар». 18 июля 2008 года по инициативе Щербакова арендное соглашение с «Динамо» было прервано, так как он вернулся в пермский клуб. Щербаков заявил, что в Пермь он вернётся на один день, а после полетит в Махачкалу, чтобы подписать контракт с «Анжи», однако вскоре вернулся в расположение «Амкара», так как, согласно правилам, в течение одного сезона футболист не имеет права быть заявленным за три клуба. После возвращения в Пермь Щербаков попадал в заявку клуба в нескольких матчах, однако в матчах премьер-лиги участия не принимал. В ноябре 2008 года «Анжи» вновь хотел заполучить Щербакова, однако аренда не входила в планы Щербакова. После переговоров с президентом «Амкара» Валерием Чупраковым была достигнута договорённость о том, что он подпишет с «Анжи» полноценный контракт.
28 ноября 2008 года Щербаков подписал контракт с «Анжи», дебютировал 19 апреля 2009 года и в первой же игре забил гол в выездном матче против новотроицкой «Носты». 3 мая 2009 года в матче против новороссийского «Черноморца» Щербаков получил травму ключицы. Сделав операцию в Махачкале, через месяц после восстановления, снова сломал ключицу — на тренировке, и выбыл почти до конца сезона. В январе 2010 года прибыл на сбор команды в Турцию, но главный тренер Омари Тетрадзе отправил Щербакова домой и не взял на следующие сборы. Вскоре стало ясно, что Щербакова не заявят даже в первенство молодёжных команд.
В апреле 2010 года, за два дня до начала первенства во втором дивизионе Щербаков улетел в Красноярск, у него было предложение от «Металлурга». Но по приезде в Красноярск стало ясно, что предложение было не конкретным, и футболист вновь остался вне игры. 17 июня 2010 года Щербаков разорвал контракт с «Анжи», а 19 числа принимал участие в матче 1/8 финала Кубка Алтайского края за ФК «Барнаул» (3:2) и забил 2 гола. С 19 июня по 17 августа 2010 года принимал участие в турнире ЛФЛ, в зоне «Сибирь». Всего за ФК «Барнаул» сыграл 10 игр, забил 8 голов и отдал 7 голевых передач.
18 августа возник вариант с ФК «Чита». Контракт был подписан на полтора года. 4 августа 2011 года руководство клуба "по обоюдному согласию расторгло трудовые отношения. Причиной ухода футболиста стали семейные обстоятельства. Оставшуюся часть переходного первенства Щербаков провёл в омском «Иртыше».
Летом 2012 года перешёл в саратовский «Сокол». 7 мая 2013 года был отзаявлен. В июне 2013 года был заявлен за семейский «Спартак».

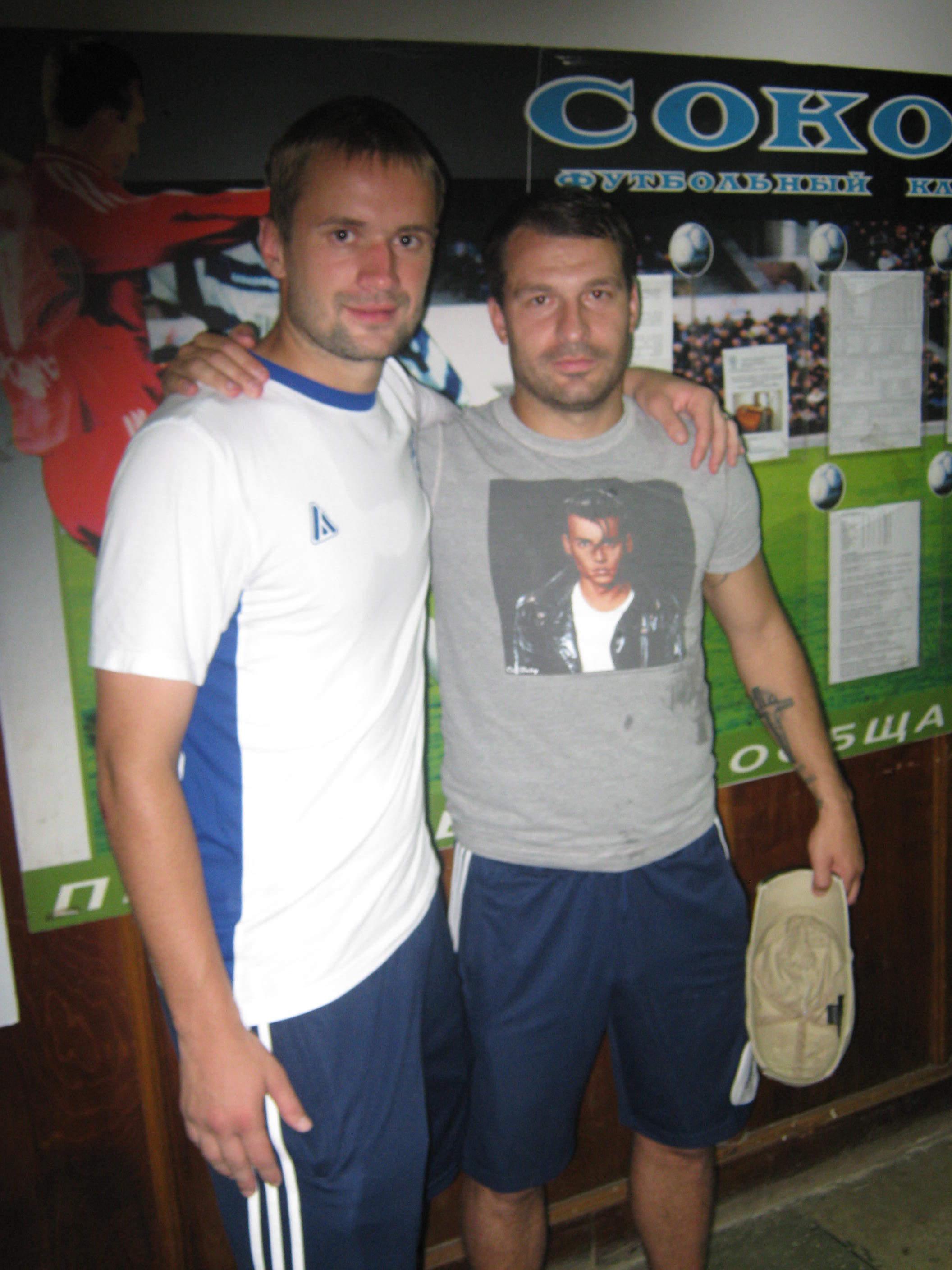
Евгений Щербаков (слева) и Андрей Говоров в составе «Сокола»

## Достижения
«Анжи»
- Победитель Первого дивизиона: 2009